# Martin Lacey jr.

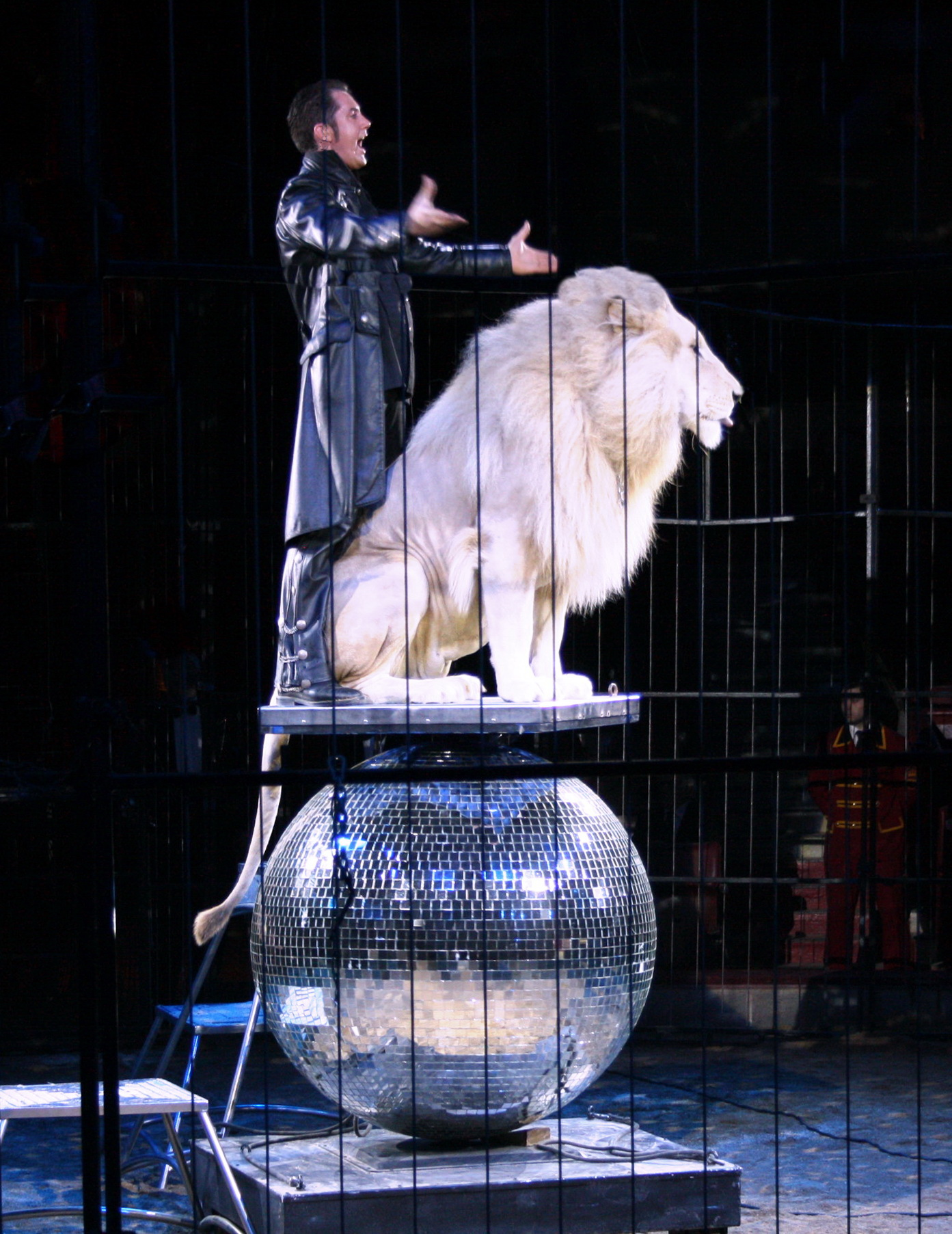
Martin Lacey jr. und sein weißer Löwe King Tonga

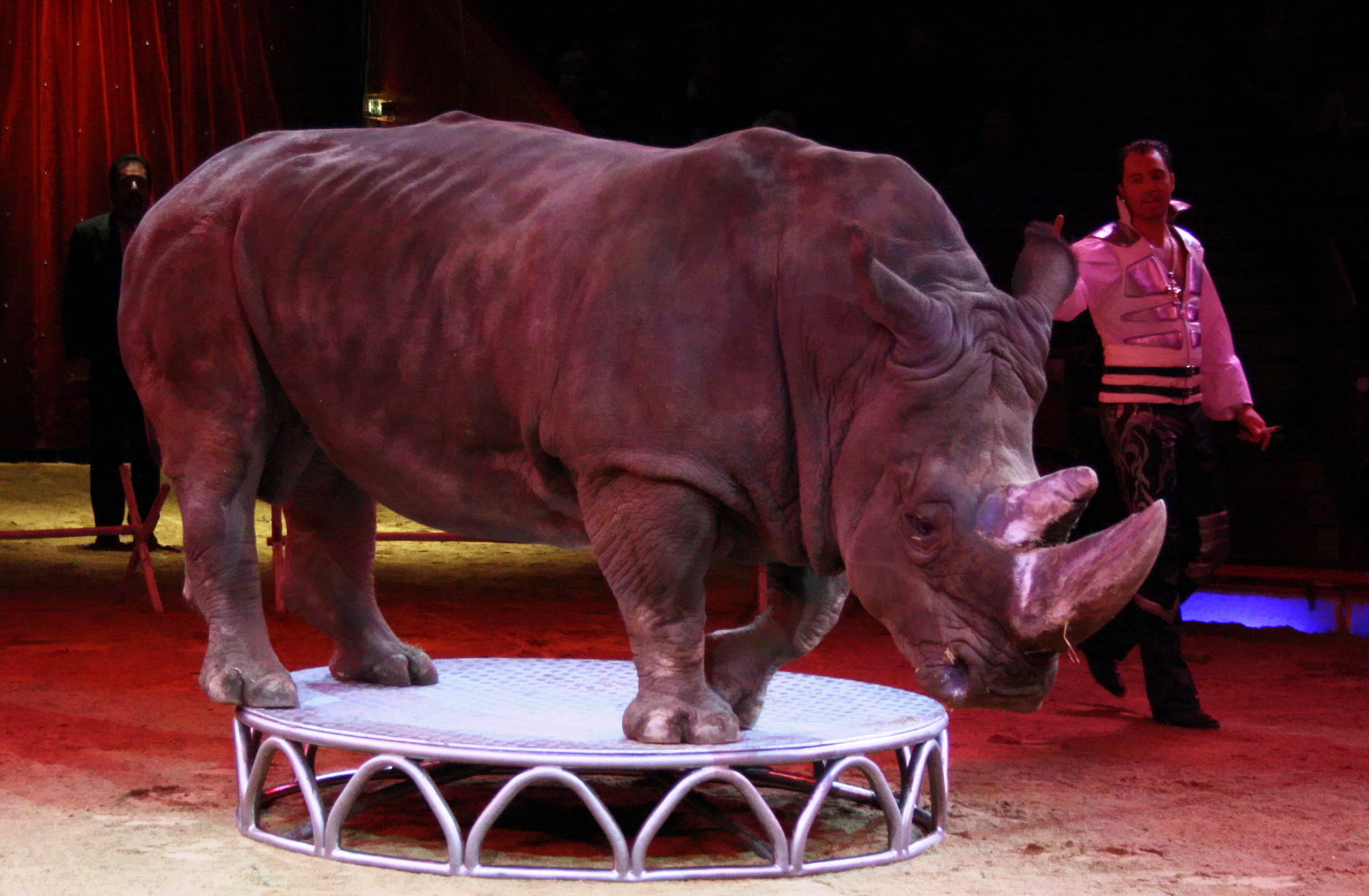
Martin Lacey jr. mit dem Nashorn Tsavo

Martin Lacey jr. (* 8. Juni 1977 in England, bürgerlich Martin Lacey-Krone) ist ein britischer Dompteur.

## Leben
Sein Vater Martin Lacey senior ist Besitzer eines Zirkus und eines Zoos in England und züchtet Löwen und Tiger. Martins Mutter Susan Lacey hat ebenfalls viele Jahre lang als Tiertrainerin mit Raubkatzen und Bären gearbeitet. Martin besuchte in England ein Internat, danach arbeitete er einige Zeit im Zirkus seines Vaters, bevor er sich 1997 mit einer eigenen Löwengruppe mit Tieren aus der Zucht seines Vaters selbständig machte. Sein älterer Bruder Alexander arbeitete beim Zirkus Charles Knie mit einer gemischten Raubtiergruppe, bevor er zu Saisonbeginn 2012 zum Ringling Bros. and Barnum & Bailey Circus in den USA wechselte.
Seit 2001 ist Martin Lacey Jr. beim Circus Krone engagiert. Derzeit arbeitet er mit drei Löwen, sieben Löwinnen und zwei weißen Löwinnen. Außerdem führte er von 2009 bis 2019 den Breitmaulnashornbullen „Tsavo“ vor und bis 2021 den weißen Löwen King Tonga.
Beim Zirkusfestival von Monte Carlo gewann Martin Lacey Jr. als einziger Dompteur der Welt jeweils den Silbernen Clown (2000) und den Goldenen Clown (2010, 2018).
Lacey ist seit dem 17. Dezember 2007 mit der Schweizer Tierlehrerin Jana Mandana Lacey-Krone, geborene Pilz verheiratet. Als Adoptivtochter von Christel Sembach-Krone ist sie seit deren Tod die Direktorin des Zirkus. Das Ehepaar hat drei Söhne mit dem Namen Lacey-Krone.